# FIRE (HIKAKIN & SEIKINの曲)
「FIRE」（ファイア）は、HIKAKIN & SEIKINの6枚目のシングルである。2021年8月20日に自主制作で音楽配信された。

## 概要
前作『光』から約半年ぶりにリリース。また、HIKAKIN&SEIKINの楽曲を8月に配信するのは、2015年のYouTubeテーマソング以来6年ぶりとなる。YouTubeチャンネル「HikakinTV」の10周年記念（「HikakinTV」10周年夏の本気動画10本目）楽曲として制作された。この楽曲は、前作「光」と同様、作詞作曲をSEIKIN、編曲をサウンドプロデューサーのTeddyLoidが手がけた。また、TeddyLoidはこのMVにも出演している。
この楽曲には「どれだけ長い道のりでも、心に秘めた熱い思いを絶やさずに、走り続けよう」というメッセージが込められている。また、SEIKINはこの楽曲をクリエイターとして熱い思いを持ち、活躍してきたHIKAKINを「火」に見立てて制作したと語っている。ミュージックビデオでは熱い思いが本物の火を通して表現されている。

## 収録曲
| 全作詞・作曲: SEIKIN、全編曲: TeddyLoid。 |           |        |            |      |
| #                                         | タイトル  | 作詞   | 作曲・編曲 | 時間 |
| 1.                                        | 「FIRE」  | SEIKIN | SEIKIN     | 3:59 |
| 合計時間:                                 | 合計時間: | 3:59   |            |      |